# Lê Ất Hợi
Lê Ất Hợi (19 tháng 11 năm 1935 – 8 tháng 3 năm 2011) là kỹ sư xây dựng, nguyên Chủ tịch Ủy ban nhân dân thành phố Hà Nội giai đoạn 1990 – 1994.

## Tiểu sử
Lê Ất Hợi sinh ngày 19 tháng 11 năm 1935 tại phường Đa Mai, tỉnh Bắc Ninh. Ông từng đã giữ các chức vụ: Ủy viên Thường vụ Thành ủy Hà Nội các khóa 8, 9, 10 (1983–1996); Phó Chủ tịch, Phó Chủ tịch Thường trực, Chủ tịch Ủy ban nhân dân thành phố Hà Nội (1983–1994); Trưởng ban Quản lý các khu công nghiệp và chế xuất Hà Nội (1996–1999).

### Tóm tắt quá trình công tác
- Tháng 5, 1954 – Tháng 11, 1954: là cán bộ tiếp quản giáo dục thành phố Nam Định.
- Năm 1958, ông được kết nạp vào Đảng Lao động Việt Nam; sau đó học tập và làm việc trong ngành xây dựng.
- Tháng 10, 1959 – Tháng 12, 1965: là sinh viên Trường Đại học Xây dựng Moskva (Liên Xô), nghiên cứu sinh cơ học đất nền móng và công trình ngầm. Ông được cấp bằng Tiến sĩ khoa học kỹ thuật.
- 1965–1969: là chủ nhiệm bộ môn Cơ học đất, Phó chủ nhiệm Khoa Cầu đường, Trường Đại học Xây dựng.
- 1971–1975: là Trưởng ban Kiến thiết các công trình vật liệu, Phó Chủ nhiệm kiêm Kỹ sư trưởng Công ty Sản xuất vật liệu xây dựng Hà Nội. Sau đó ông chuyển sang công tác chính quyền, được bầu làm Quận ủy viên dự khuyết quận Hai Bà Trưng, TP Hà Nội.
- 1976–1980: là Phó Giám đốc Sở Xây dựng TP Hà Nội, kiêm Viện trưởng Viện Kỹ thuật xây dựng Hà Nội.
- 1981: là Đại biểu Hội đồng nhân dân thành phố Hà Nội khóa VIII.[1]
- Tháng 1, 1981 – tháng 6, 1983: là Giám đốc Sở Xây dựng TP Hà Nội, Bí thư Ban Cán sự đảng ngành xây dựng Hà Nội.
- 1983–1996: liên tục là Ủy viên Thường vụ Thành ủy TP Hà Nội khóa 8, 9, 10; đại biểu chính thức tham gia Đại hội Đảng toàn quốc lần thứ 5 và 7.
- Tháng 3, 1984 – tháng 12, 1989: là Phó Chủ tịch, Phó Chủ tịch Thường trực Ủy ban nhân dân thành phố Hà Nội.[1]
- Tháng 1, 1990 – tháng 12, 1994: ông kế nhiệm chức vụ Chủ tịch Ủy ban nhân dân thành phố Hà Nội thay cho ông Trần Tấn [2]
- Tháng 9, 1996 – tháng 1, 1999: là Trưởng ban đầu tiên của Ban Quản lý các khu công nghiệp và chế xuất Hà Nội.
- Từ ngày 1 tháng 2 năm 1999: ông nghỉ hưu.

Trong thời gian công tác ông đã tham gia làm Phó Chủ tịch Tổng hội Xây dựng Việt Nam, Chủ tịch Hiệp hội Xây dựng Hà Nội
Ông qua đời ngày 8 tháng 3 năm 2011 tại Hà Nội, hưởng thọ 76 tuổi.

## Khen thưởng
Ông đã được Đảng Cộng sản và Nhà nước Việt Nam tặng thưởng các danh hiệu:
- Huân chương Kháng chiến hạng Ba.
- Huy chương Kháng chiến hạng Nhì.
- Huy chương Chiến sĩ Thi đua ái quốc.
- Huy chương Vì sự nghiệp khoa học và công nghệ, xây dựng, thế hệ trẻ, lao động thương binh – xã hội, dân số, hải quan, chữ thập đỏ.
- Huy hiệu Kháng chiến
- Huy hiệu Hồ Chủ tịch